# Deadly Lullabyes
Deadly Lullabyes är ett livealbum släppt av den danska hårdrockaren King Diamond år 2004 på skivbolaget Massacre Records. Det spelades in 5 november 2003 på Club Soda i Montréal i Kanada.

## Låtlista

### Skiva ett
1. "Funeral" - 2:36
2. "A Mansion In Darkness" - 4:38
3. "The Family Ghost" - 4:35
4. "Black Horsemen" - 8:02
5. "Spare This Life" - 1:40
6. "A Mansion In Sorrow" - 3:52
7. "Spirits" - 5:17
8. "Sorry Dear" - 1:06
9. "Eye Of The Witch" - 4:23
10. "Sleepless Nights" - 5:40

### Skiva två
1. "The Puppet Master" - 5:51
2. "Blood To Walk" - 5:50
3. "So Sad" - 4:41
4. "Living Dead (Outro)" - 1:41
5. "Welcome Home" - 5:50
6. "The Invisible Guests" - 5:33
7. "Burn" - 4:37
8. "Introductions" - 1:41
9. "Halloween" - 5:39
10. "No Presents For Christmas" - 6:47

## Medverkande
- Sång: King Diamond
- Gitarr: Andy La Rocque
- Gitarr: Mike Wead
- Bas: Hal Patino
- Trummor: Matt Thompson